# Philipp Lenard

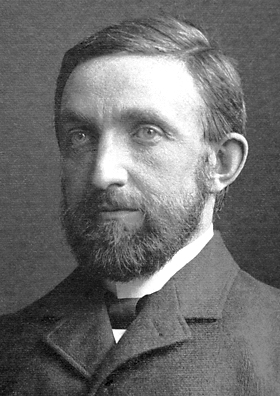
Philipp Lenard

Philipp Eduard Anton von Lenard (en hongarès: Fülöp Lénárd) (Pressburg, Imperi Austrohongarès, 1862 – Messelhausen, Alemanya, 1947) fou un físic alemany d'origen austrohongarès, guanyador del Premi Nobel de Física el 1905 per les seves investigacions sobre els raigs catòdics i el descobriment de moltes de les seves propietats.

## Biografia
Philipp Lenard va néixer a Pressburg (Pozsony, l'actual Bratislava), el 7 de juny de 1862 al Regne d'Hongria. La família Lenard havia vingut originàriament del Tirol al segle xvii, mentre que la família de la seva mare era originària de Baden, els pares eren de parla alemanya. El seu pare, Philipp von Lenard (1812–1896), era comerciant de vins a Pressburg. La seva mare era Antonie Baumann (1831–1865). Entre els seus avantpassats majoritàriament germànics també en tenia magiars. El jove Lenard va estudiar al Pozsonyi Királyi Katolikus Főgymnasium (avui Gamča), i tal com registra a la seva autobiografia, això va causar una gran impressió en ell (especialment la personalitat del seu mestre, Virgil Klatt). El 1880, va estudiar física i química a Viena i Budapest.
El 1882, Lenard va deixar Budapest i va tornar a Pressburg, però el 1883 es va traslladar a Heidelberg després que la seva licitació per a un lloc d'assistent a la Universitat de Budapest fos rebutjada. A Heidelberg, va estudiar amb l'il·lustre Robert Bunsen, interromput per un semestre a Berlín amb Hermann von Helmholtz. També va estudiar amb Georg Hermann Quincke i va obtenir un doctorat el 1886. El 1887 va tornar a treballar a Budapest amb Loránd Eötvös com a manifestant. Després de càrrecs a Aquisgrà, Bonn, Breslau, Heidelberg (1896–1898) i Kiel (1898–1907), finalment va tornar a la Universitat de Heidelberg el 1907 com a cap de l'Institut Philipp Lenard. El 1905, Lenard es va convertir en membre de la Reial Acadèmia Sueca de Ciències, i el 1907, de l'Acadèmia Hongaresa de les Ciències.
El 1909, va ser nomenat director de l'Institut Radiològic Universitari d'aquesta universitat.

## Recerca científica
Va treballar inicialment en mecànica, i publicà un manual de principis teòrics de mecànica juntament amb el professor Hertz el 1894. Posteriorment, es va interessar en la fosforescència i la luminescència, realitzant així mateix estudis sobre el magnetisme. També va publicar articles sobre l'oscil·lació de les gotes d'aigua precipitades.
Com a físic, les principals contribucions de Lenard van ser en l'estudi dels raigs catòdics, que va començar el 1888, tractant de descobrir si era cert que, com suposava Hertz, eren anàlegs a la llum ultraviolada i podrien, igual que aquesta, passar a través d'una finestra de quars en la paret d'un tub de descàrrega. Va descobrir que no ocorria així, però més endavant, el 1892, quan treballava com ajudant de Hertz a Bonn, va descobrir que era possible separar, per mitjà d'una placa fina d'alumini, dos espais, l'un en què els raigs catòdics es produïen i l'altre en què es podien observar.
Abans del seu treball, els raigs catòdics es produïen en tubs de vidre primitius, parcialment evacuats, que tenien elèctrodes metàl·lics, a través dels quals es podia col·locar un alt voltatge. Els raigs catòdics eren difícils d'estudiar amb aquesta disposició, perquè estaven dins de tubs de vidre segellats, de difícil accés i perquè els raigs estaven en presència de molècules d'aire. Lenard va superar aquests problemes ideant un mètode per fer petites finestres metàl·liques al vidre prou gruixudes per poder suportar les diferències de pressió, però prou fines per permetre el pas dels raigs. Després d'haver fet una finestra per als raigs, els podia passar al laboratori o, alternativament, a una altra cambra que estava completament evacuada. Aquestes finestres s'han conegut com a finestres Lenard. Va ser capaç de detectar convenientment els raigs i mesurar-ne la intensitat mitjançant fulls de paper recoberts de fosforescents i materials. En particular, va arribar a utilitzar la pentadecilparatolilcetona, que era molt eficaç com a detector de raigs catòdics però, malauradament per a Lenard, no era fluorescent en raigs X. Quan Roentgen es va proposar reproduir els resultats de Lenard, es va veure obligat a utilitzar platinocianur de bari perquè Lenard havia comprat tota la pentadecilparatolilcetona disponible. L'alternativa era sensible tant als raigs UV com als raigs X, permetent a Roentgen descobrir els raigs X.
Lenard va observar que l'absorció dels raigs catòdics era, en primer ordre, proporcional a la densitat del material pel qual es feien passar. Això semblava contradir la idea que eren una mena de radiació electromagnètica. També va demostrar que els raigs podien passar a través d'unes polzades d'aire de densitat normal, i semblava estar dispersos per ell, la qual cosa implicava que havien de ser partícules fins i tot més petites que les molècules de l'aire. Va confirmar part del treball de JJ Thomson, que finalment va arribar a entendre que els raigs catòdics eren corrents de partícules energètiques carregades negativament. Els va anomenar quants d'electricitat o per abreviar quants, després de Helmholtz, mentre que Thomson va proposar el nom de corpuscles, però finalment els electrons es van convertir en el terme quotidià. En conjunció amb els seus i altres experiments anteriors sobre l'absorció dels raigs en els metalls, la constatació general que els electrons eren parts constituents de l'àtom va permetre a Lenard afirmar correctament que la majoria dels àtoms consisteixen en espai buit. Va proposar que cada àtom consta d'espai buit i corpuscles elèctricament neutres anomenats dinàmides, cadascun d'ells format per un electró i una càrrega positiva igual.

Tub de finestra Lenard

Com a resultat de les seves investigacions del tub de Crookes, va demostrar que els raigs produïts per la irradiació de metalls al buit amb llum ultraviolada eren similars en molts aspectes als raigs catòdics. La seva observació més important va ser que l'energia dels raigs en l'efecte fotoelèctric era independent de la intensitat de la llum.
Aquestes últimes observacions van ser explicades per Albert Einstein com un efecte quàntic. Aquesta teoria va predir que la trama de l'energia dels raigs catòdics en funció de la freqüència seria una línia recta amb un pendent igual a la constant de Planck, h. Això es va demostrar uns anys més tard. La teoria quàntica fotoelèctrica va ser el treball citat quan Einstein va rebre el Premi Nobel de Física el 1921. Desconfiat de l'adulació general d'Einstein, Lenard es va convertir en un destacat escèptic de la relativitat i de les teories d'Einstein en general; no va qüestionar, però, l'explicació d'Einstein sobre l'efecte fotoelèctric. Lenard es va sentir molt ressentit pel crèdit concedit a Wilhelm Röntgen, que va rebre el primer premi Nobel de física l'any 1901, pel descobriment dels raigs X, malgrat que Röntgen era alemany i no jueu.. Lenard va escriure que ell, no Roentgen, era la mare dels raigs X, ja que havia inventat l'aparell utilitzat per produir-los. Lenard va comparar el paper de Röntgen amb el d'una llevadora que només ajuda amb el part.
Lenard va rebre el Premi Nobel de Física l'any 1905 en reconeixement d'aquest treball.

### Aportacions meteorològiques
Lenard va ser la primera persona a estudiar el que s'ha anomenat l’efecte Lenard el 1892. Es tracta de la separació de les càrregues elèctriques que acompanya la ruptura aerodinàmica de les gotes d'aigua. També es coneix com a electrificació per aspersió o efecte cascada.
Va realitzar estudis sobre la distribució de la mida i la forma de les gotes de pluja i va construir un nou túnel de vent en el qual es podien mantenir estacionàries gotes d'aigua de diverses mides durant uns segons. Va ser el primer a reconèixer que les grans gotes de pluja no tenen forma de llàgrima, sinó que tenen una forma semblant a un pa d'hamburguesa.

## Activitat política
Lenard fou un nacionalista radical que menyspreava els físics anglesos en considerar que havien robat les seves idees dels alemanys. Durant el règim nazi, va ser l'impulsor de la idea d'una física alemanya (Deutsche Physik,  o física ària), ignorant les —en la seva opinió— falses idees de la física jueva, encarnades fonamentalment en les idees d'Einstein i el seu frau jueude la teoria de la relativitat.
El llibre de Lenard, Great Men in Science, A History of Scientific Progress, publicat per primera vegada en anglès el 1933, afirmava que aquests homes eren tots científics aris. Els científics individuals seleccionats per a la seva inclusió per Lenard no inclouen Einstein o Marie Curie, ni cap altre científic del segle xx.

## Ultims anys
Va ser conseller d'Adolf Hitler, i arribà a ser el principal dirigent de la física ària. Va ser expulsat de la Universitat de Heidelberg per les tropes d'ocupació aliades el 1945.
Lenard es va retirar de la Universitat de Heidelberg com a professor de física teòrica el 1931. Allà va aconseguir l'estatus d'emèrit, però va ser expulsat del seu càrrec per les forces d'ocupació aliades el 1945 quan tenia 83 anys. El Helmholtz-Gymnasium Heidelberg havia estat anomenat Philipp Lenard Schule des de 1927 fins a 1945. Com a part de l'eliminació dels noms de carrers i monuments nazis, va ser rebatejat el setembre de 1945 per ordre del govern militar. Lenard va morir el 1947 a Messelhausen, a l'estat de Baden-Württemberg, Alemanya.

## Honors i premis
- Royal Society: Medalla Rumford, 1896
- Societat Italiana de Ciències: Medalla Matteucci, 1896
- Acadèmia Francesa de Ciències: Prix La Caze, 1897[18]
- Institut Franklin: Medalla Franklin, 1932
- Premi Nobel de Física, 1905
- Un cràter prop del pol nord de la Lluna va ser batejat en el seu honor des del 2005 (aprovat el 2008) fins al 2020. Quan la Unió Astronòmica Internacional es va assabentar de la connexió nazi de Lenard, van decidir abandonar el nom.[19][20]